# Parliament Act

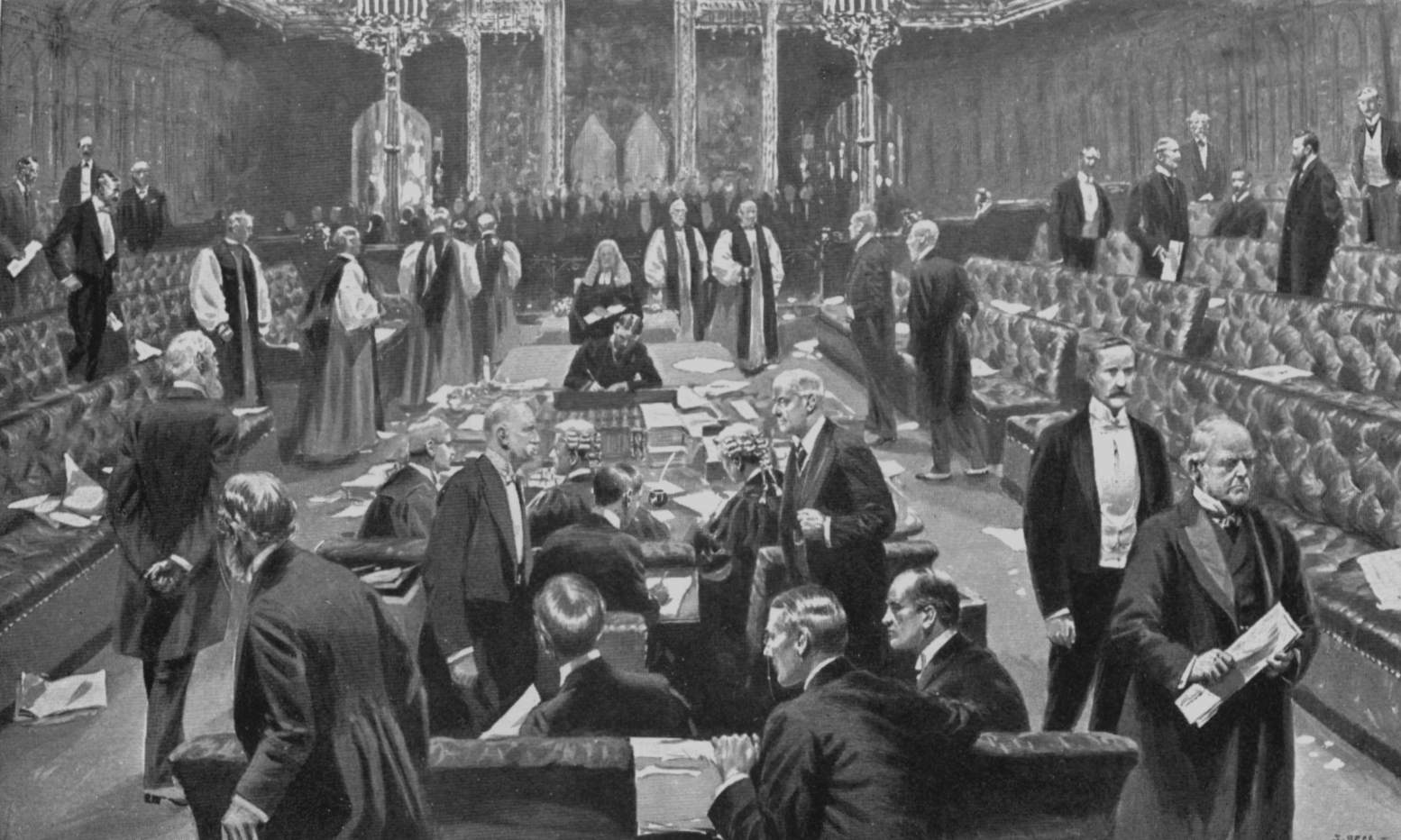
Abstimmung im House of Lords über den Parliament Act von 1911

Der Parliament Act ist ein Gesetz des britischen Parlaments vom 10. August 1911 (abgeändert 1949). Es beschneidet die Rechte des Oberhauses (House of Lords) im Parlament, indem es festlegt, dass das Oberhaus Gesetze, die vom Unterhaus (House of Commons) beschlossen wurden, nicht mehr aufheben oder beliebig lang hinauszögern kann. Damit bestätigt es das Unterhaus als die oberste gesetzgebende Gewalt. Am 16. Dezember 1949 wurden die Rechte des Oberhauses durch Änderungen im Parliament Act weiter eingeschränkt: Die Zeitspanne des aufschiebenden Vetos gegen Gesetzesentwürfe wurde von zwei Jahren auf ein Jahr verkürzt.
Die Verabschiedung des Parliament Act war das Ergebnis eines Machtkampfes zwischen Ober- und Unterhaus, der durch das Gesetz zugunsten des Unterhauses und der auf Sozialreformen drängenden liberalen Regierung entschieden wurde. Das mehrheitlich konservative Oberhaus hatte die Verabschiedung des Parliament Act zunächst abgelehnt, erst durch die Drohung mit einem Pairsschub konnte es zur Zustimmung bewogen werden. Großbritannien hat keine kodifizierte Verfassung, der Parliament Act wird jedoch als wichtiger Teil des britischen Verfassungsrechts angesehen.

## Hintergrund

### Das Machtverhältnis zwischen Krone, Oberhaus und Unterhaus

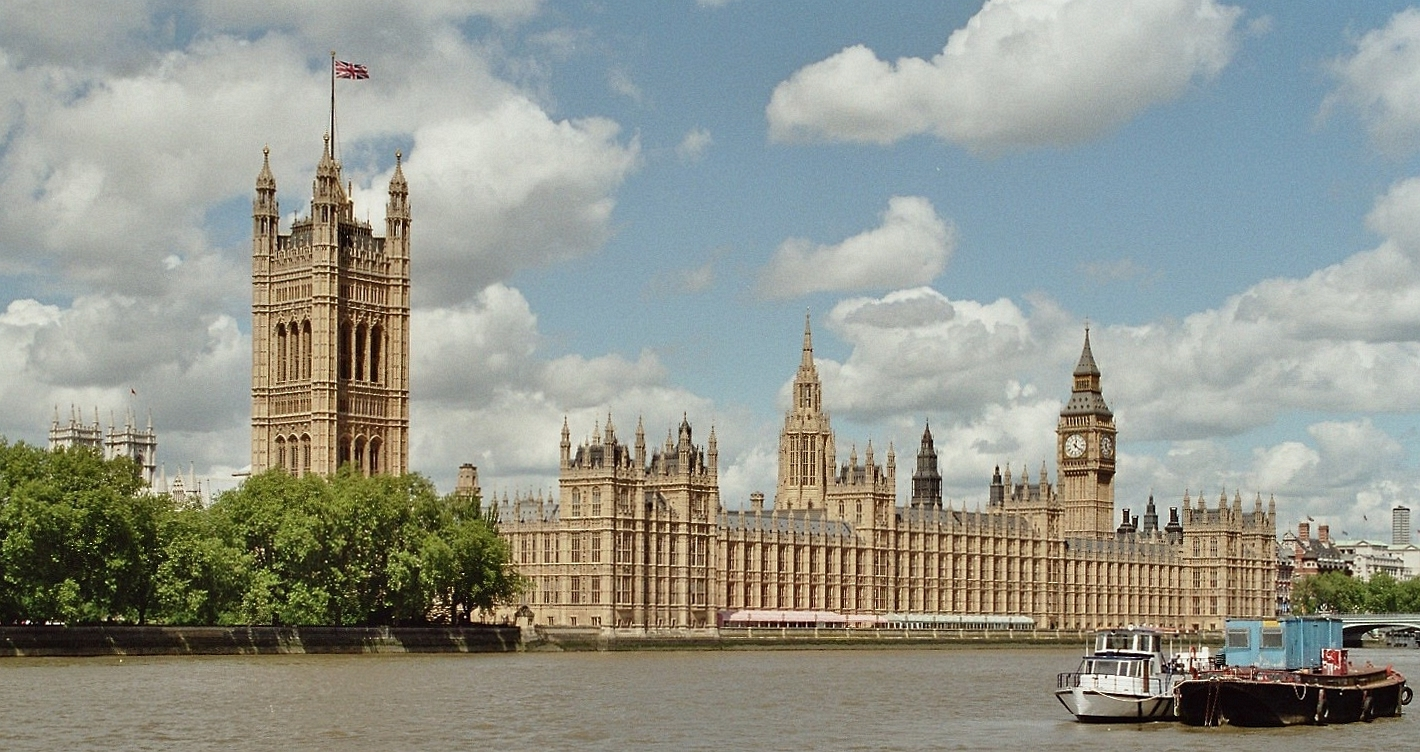
Palace of Westminster, Sitz von Oberhaus und Unterhaus

Die Glorreiche Revolution 1688/1689 setzte den absolutistischen Bestrebungen der Stuarts ein Ende und entschied den seit langem schwelenden Machtkampf zwischen Krone und Parlament zu Gunsten des Parlaments. Seit der Revolution ist der König nicht mehr allein, sondern nur in Verbindung mit dem Parlament (King-in-parliament) Träger der Staatssouveränität. In der Folgezeit hatte sich ein ungefähres machtpolitisches Gleichgewicht zwischen der Monarchie, dem Oberhaus (House of Lords) und dem Unterhaus (House of Commons) herausgebildet. Im 18. Jahrhundert war diese Balance zwischen Krone, den Lords im Oberhaus und dem Unterhaus gemeinhin als ideal akzeptiert. Noch ein Jahrhundert nach der Glorreichen Revolution waren Dispute zwischen diesen drei Säulen darauf begründet, ob eine der Seiten das Machtgleichgewicht störe. So verdächtigten die Whigs Ende des 18. Jahrhunderts König Georg III., dass er den Einfluss der Krone auf Kosten des Parlaments zu erweitern suche. Als Reaktion darauf verabschiedeten sie im April 1780 im Unterhaus eine berühmte Resolution, die feststellte, dass „der Einfluss der Krone gewachsen ist, weiterhin wächst und vermindert werden sollte.“ Im 19. Jahrhundert war der Einfluss der Krone dann immer weiter geschwunden; 1839 hatte zum letzten Mal ein Monarch (Königin Victoria) einen Premierminister (Lord Melbourne) für kurze Zeit gegen den Willen der Mehrheit des Parlaments im Amt gehalten. Dagegen blieb die Machtbalance zwischen Oberhaus und Unterhaus vage.
Im 19. Jahrhundert hatte es mehrfach Beispiele gegeben, bei denen das Oberhaus Gesetze des Unterhauses zurückgewiesen hatte. Im Streit um den Reform Act 1832, der die sogenannten Rotten boroughs betraf (Wahlkreise, die nur sehr wenige Einwohner hatten, so dass sie im Unterhaus als überrepräsentiert galten), hatte sich das Unterhaus gegen den anfänglichen Widerstand der Lords durchgesetzt und damit seine Vorherrschaft beansprucht. Premierminister Grey hatte den Widerstand der Lords durch die Drohung eines Peers-Schubs gebrochen. Für Beobachter war es offensichtlich, dass der Reform Act das Machtgleichgewicht zugunsten des Unterhauses verschoben hatte. In Bezug auf das Verhältnis der beiden Häuser hatte der mehrmalige Lordkanzler Lord Lyndhurst 1858 offen deklariert, dass es in seinen Augen keinen Grundsatz gebe, nach dem das Oberhaus Stellung beziehen könne gegen das Unterhaus, sofern dieses den Willen des Volkes umsetze. Auch Walter Bagehot hatte 1867 in seiner einflussreichen Analyse The English Constitution ausgeführt, dass das Oberhaus als legislative Kammer dem Unterhaus untergeordnet sei. Für Bagehot habe die Regierung Greys in Verbund mit Unterhaus und König den Reform Act erzwungen; dadurch sei das Oberhaus von einer führenden Kammer hin zu einem Organ mit limitierter legislativer Kraft geworden. Diese könne durch ihr Veto die Gesetzgebung des Unterhauses im Ernstfall revidieren oder suspendieren. Dieses Veto sei jedoch hypothetischer und nur aufschiebender Natur.

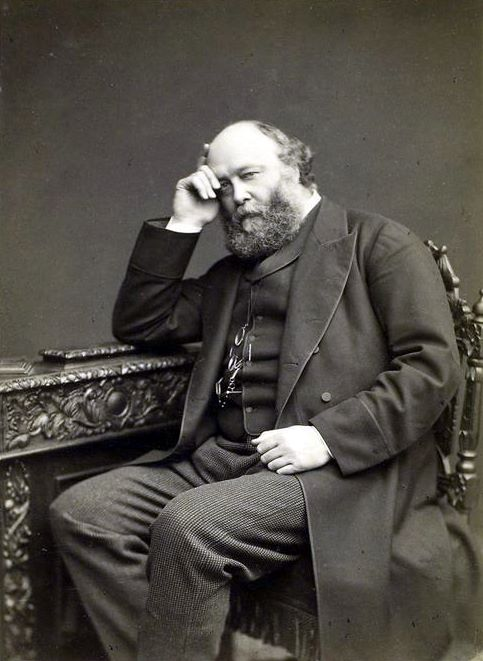
Der Marquess of Salisbury (1886)

Demgegenüber hatte der konservative Politiker Lord Salisbury ab 1872 für das Oberhaus das Recht deklariert, Gesetze aus dem Unterhaus zurückzuweisen. In mehreren Reden baute er seine Theorie aus. Sofern behauptet werden könne, dass die Regierung im Unterhaus kein ausreichendes Mandat für einen wichtigen Gesetzesentwurf habe, könne das Oberhaus das Gesetz zurückweisen und die Frage so an das Wahlvolk überweisen. In den 1880er Jahren gewann Salisburys Initiative zunehmend an Aufmerksamkeit, besonders nachdem bei der Unterhauswahl 1880 die konservative Regierung abgewählt worden war und William Ewart Gladstone erneut eine liberale Regierung gebildet hatte. Durch den Tod Benjamin Disraelis avancierte Salisbury zum Kopf der konservativen Partei und machte schnell deutlich, dass seine verfassungsrechtlichen Theorien für ihn eine prioritäre Bedeutung hatten.
Nachdem Gladstone die irische Selbstverwaltung (Home Rule) in Angriff genommen hatte, wurde Salisburys Theorie zunehmend populärer und von Publikationen wie der Times und dem Spectator aufgegriffen. Als Gladstone 1892 seine vierte Regierung bildete, benutzte Salisbury gezielt die konservative Mehrheit im Oberhaus, um die liberale Gesetzgebung zu be- und verhindern. Dabei ging er sehr bedacht vor und wählte jeweils immer nur solche liberale Gesetzesentwürfe zur Blockade aus, die lediglich liberale Partikularinteressen umsetzen sollten. Gladstones zweiter Home-Rule-Gesetzesentwurf zur eigenständigen Verwaltung Irlands wurde im September 1893 vom Oberhaus mit einer historischen Mehrheit von 419 zu 41 Stimmen abgelehnt. Salisbury rechtfertigte die Ablehnung von Gladstones Home-Rule-Gesetz im Oberhaus 1893 wiederum mit seinen Theorien, die er nun noch einmal ausweitete, um den Gebrauch des Vetos auch für diesen konkreten Fall zu rechtfertigen: Auch wenn im Landesteil Irland sowohl das Home-Rule-Gesetz als auch Gladstones Koalition eine Mehrheit habe, dürfe ein solch drastischer legislativer Eingriff nicht ohne die Zustimmung der anderen „prädominierenden“ Landesteile (England, wo die Liberalen keine Mehrheit hatten, und nachfolgend auch Schottland) gemacht werden. Auch ein vom liberalen Innenminister H. H. Asquith ausgearbeiteter Gesetzesentwurf, der Arbeitgeber für Unfälle im Betrieb verantwortlich machen sollte, wurde im Oberhaus blockiert. Dagegen ließ die von Salisbury dominierte konservative Mehrheit im Oberhaus 1894 aus taktischen Gründen die Einführung von Erbschaftssteuern ebenso ungehindert passieren wie die Einführung von Stadtgemeinderäten, obwohl beide Maßnahmen bei den Konservativen im Oberhaus äußerst unpopulär waren.
Die Zurückweisung des liberalen Gesetzesentwurfs zur Haftbarkeit von Arbeitgebern veranlasste den Nachfolger des zurückgetretenen Gladstone, Premierminister Rosebery, 1894 zu einer Denkschrift an Königin Victoria. In dem Dokument beklagte er die deutliche Parteilichkeit der Lords: „Wenn die Konservative Partei an der Macht ist, gibt es praktisch kein Oberhaus“, so Rosebery. Sobald aber eine Liberale Regierung gebildet wird, erwache das Oberhaus zum Leben „und seine Aktivitäten sind vollständig gegen die (liberale) Regierung gerichtet.“ Der große Wahlsieg Salisburys und der Konservativen bei der Unterhauswahl 1895 wurde von den Zeitgenossen als Ratifizierung der Ablehnung der liberalen Gesetzesentwürfe durch das Oberhaus wahrgenommen. Sowohl für Salisbury als auch seine viktorianischen Zeitgenossen erschien das Oberhaus durch die Ereignisse von 1892 bis 1895 signifikant gestärkt.

### Die parteipolitische Zusammensetzung des Oberhauses
Mit dem Aufkommen des klassischen Zweiparteiensystems im 18. Jahrhundert hatte die ganz überwiegende Mehrheit der Peers im Oberhaus sich einer der beiden Parteien (Whigs und Tories, die beide jeweils auch von Peers mitgegründet worden waren) angeschlossen. Das Oberhaus hatte in seiner parteiinternen Zusammensetzung im 18. und 19. Jahrhundert einen steten Wandel durchlaufen. Zu Beginn des 18. Jahrhunderts war – bei einer Gesamtzahl von etwa 150 Mitgliedern – eine kleine Mehrheit der Mitglieder den Whigs angehörig. 1711 hatte Königin Anne auf Anraten ihrer Berater 12 Peers kreiert, um die Mehrheitsverhältnisse zu drehen und eine knappe Tory-Mehrheit zu schaffen. Dies war explizit erfolgt, um eine Regierungsmehrheit zu schaffen, die den politisch umstrittenen Vertrag von Utrecht ratifizieren konnte.
In den Folgejahren war diese Mehrheit durch graduelle Nobilitierungen wieder ins Gegenteil verkehrt worden: Die Whigs hielten erneut eine knappe Mehrheit. Mit dem Aufstieg von William Pitt dem Jüngeren in den 1780er-Jahren änderte sich die interne Balance erneut: Unter Pitt wurden Nobilitierungen in einem bis dahin unbekanntem Ausmaß vorgenommen. In seinen 17 Regierungsjahren fanden 140 Erhebungen in den Adelsstand (von zumeist reaktionären Landedelmännern) statt. Die Tories erhielten dadurch im Oberhaus eine fast unangreifbare Mehrheitsposition. Als Mitte des 19. Jahrhunderts die „Peeliten“ um ihren Anführer Robert Peel sich von den konservativen Tories lösten und mit den Whigs zur Liberalen Partei (Liberal Party) fusionierten, glich sich die Balance zwischen den beiden Parteien beinahe wieder aus. Mit der von seinen Zeitgenossen als zunehmend radikaler empfundenen Agenda des liberalen Premierministers William Ewart Gladstone rückte das Oberhaus dann jedoch mehrheitlich erneut nach rechts. So informierte Lord Granville Königin Victoria im Jahr 1868, dass die Mehrheit der konservativen Tories im Oberhaus etwa 60 bis 70 Stimmen betrage.
Als Gladstone 1886 und erneut 1893 eine irische Selbstverwaltung (Home Rule) einführen wollte, kam es zur Spaltung der Liberalen Partei und zu einem Ende der liberalen Dominanz in der Wählergunst. Eine große Gruppe Liberaler, die in Gladstones Initiative eine Gefahr für die Union zwischen Großbritannien und Irland sahen, wandten sich von den Liberalen ab. Sie bildeten als Liberale Unionisten jeweils eine eigenständige Fraktion in beiden Häusern. Die Liberalen Unionisten stimmten nicht nur in der Home Rule–Debatte gemeinsam mit den Konservativen ab, sondern verbanden sich bald auch parteipolitisch immer enger mit den Konservativen. Besonders schwerwiegend war dies im Oberhaus, wo eine Anzahl von etwa 95 bis 130 Peers fortan als Liberale Unionisten saßen und das Kräfteverhältnis in der Folge drastisch zu Gunsten der Konservativen beeinflusst wurde. Bei der Abstimmung zur zweiten Home Rule–Gesetzesvorlage erlangten im Jahr 1893 die Konservativen im Oberhaus eine Mehrheit von 419 zu 41 Stimmen. In der Folge wurde Gladstones Entwurf zurückgewiesen. Im Jahr 1906 saßen 354 Konservative Peers im Oberhaus, unterstützt von 107 Peers der Liberalen Unionisten. Demgegenüber saßen 98 Liberale Peers im Oberhaus, bei 43 Peers ohne deklarierte Parteizugehörigkeit.

## Entstehung

### Der große Wahlsieg der Liberalen 1906

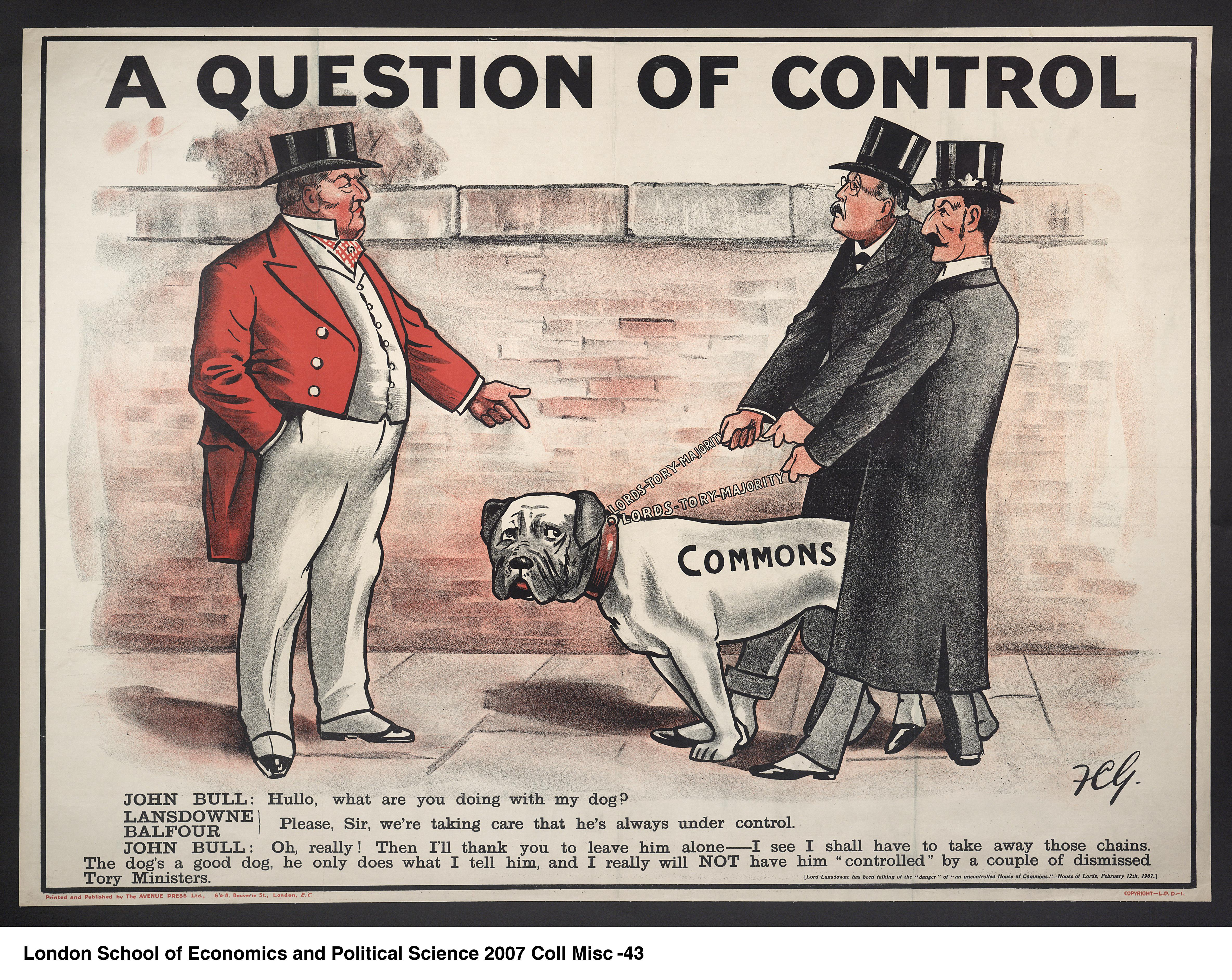
Karikatur, die die konservative Kontrolle des Unterhauses, resultierend aus ihrer Mehrheit im Oberhaus, karikiert

Bei den Unterhauswahlen von 1906 errang die Liberale Partei einen bemerkenswerten Wahlsieg; sie erreichten 397 Sitze im Unterhaus. Die Konservativen wurden demgegenüber auf 155 Sitze dezimiert. Die Liberalen verfügten im Unterhaus nun über eine ähnlich große Mehrheit wie die Konservativen im Oberhaus. Im Wahlprogramm der Liberalen war die umstrittene Home Rule-Frage absichtlich zurückgestellt worden, dafür standen soziale Reformen im Vordergrund. Die Finanzierung der liberalen Gesetze war jedoch in Frage gestellt, da durch das Deutsch-Britische Flottenwettrüsten immer größere Summen für den Unterhalt und Ausbau der Royal Navy aufgewendet werden mussten und es keine gestiegenen Mehreinnahmen gab.
Die liberale Regierung schlug daraufhin höhere Steuern vor und konzentrierte sich stark auf die (zumeist konservativ gesinnten) landbesitzenden Klassen. Die Konservativen bekämpften die Gesetzesinitiativen der liberalen Regierung mit großem Nachdruck und benutzten ihre Mehrheit im Oberhaus, um ausgewählte der von den Liberalen im Unterhaus verabschiedeten Gesetze zurückzuweisen oder stark zu verändern. So wurde 1906 eine vom liberalen Bildungsminister, Augustine Birrell, vorgebrachte Gesetzesinitiative im Oberhaus so stark verändert, dass die Regierung das Gesetz notgedrungen zurückzog. Besonders die irischen Peers zeigten sich unversöhnlich und wollten mehrere liberale Gesetzesentwürfe, Irland betreffend, auch gegen den Willen der konservativen Führung zurückweisen. Der konservative Mehrheitsführer im Oberhaus, Lord Lansdowne, sah sich mehrfach mit Revolten der irischen Peers konfrontiert, die er nur schwer unter Kontrolle halten konnte. Die extremistische Mentalität und Aufsässigkeit der irischen Peers übertrug sich teilweise auf die anderen Peers und die Basis der konservativen Partei. Andrew Adonis beschreibt Lansdowne im Rückblick als eher führungsschwach und reserviert. Er sei zögerlich darin gewesen, seine Autorität geltend zu machen. Im Vergleich zu Salisbury, der einen scharfsinnigen politischen Instinkt besessen habe, habe Lansdowne unentschlossen gehandelt. Er habe sich meist der herrschenden Stimmung in der Fraktion angeschlossen statt diese zu führen.
Während viele konservative Peers den liberalen Old-Age Pensions Act 1908, mit dem staatliche Renten für Menschen über 70 Jahren eingeführt wurden, die nur ein geringes Einkommen aufweisen konnten, als „sozialistisch“ ablehnten, ließen sie das Gesetz dennoch passieren, da Finanzgesetze vom Oberhaus traditionell nicht abgeändert oder zurückgewiesen wurden.
Im November 1908 lehnte eine konservative Mehrheitsfraktion im Oberhaus dagegen ein liberales Gesetz zur Lizenzvergabe von Alkohol ab. Lansdowne gab damit starkem Druck innerhalb seiner Fraktion nach, die offen mit einer Revolte drohte. Nach Einschätzung von Andrew Adonis setzten die Lords damit einen Ablauf vorbestimmter Handlungen in Bewegung: Die liberale Regierung hätte keine andere Wahl mehr gesehen, als ihre soziale Agenda fortzuführen und weiter auszubauen. Der unweigerlich folgende Widerstand im Oberhaus war von den Liberalen einkalkuliert und würde von den Liberalen benutzt werden, um die Peers zum Zentrum einer öffentlichen Kontroverse zu machen, bei denen Liberalen ihren Wahlkampf anhand von Klassenkampf-Begriffen führen würden.

### Lloyd Georges Volksetat

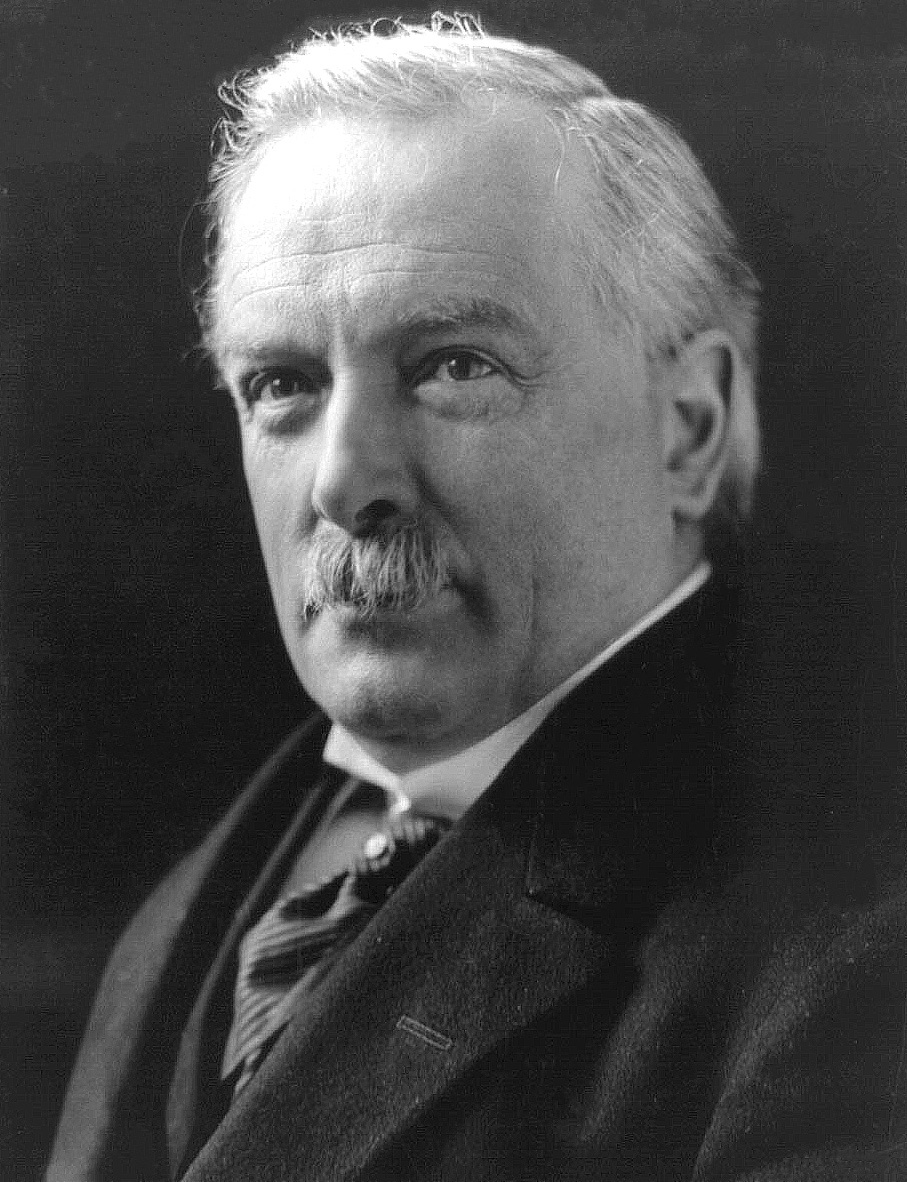
Der liberale Schatzkanzler David Lloyd George

Der Konflikt spitzte sich weiter zu, als der liberale Schatzkanzler David Lloyd George im Jahr 1909 einen provokanten „Volks-Haushalt“ vorlegte, der mit Steuern auf Einkommen und Luxusgüter finanziert werden sollte. Ferner schlug er die Einführung einer Grundsteuer nach dem Vorbild des amerikanischen Steuerreformers Henry George vor. Der Entwurf hätte nach Ansicht von Adonis enorme Auswirkungen auf Großgrundbesitzer gehabt. Da das Oberhaus immer noch vornehmlich aus solchen zusammengesetzt war, traf der Vorschlag dort auf erbitterte Opposition. Das Oberhaus war der Ansicht, dass stattdessen Importsteuern (Zölle) erhoben werden sollten, um die britische Wirtschaft zu stärken. Der mächtige Zeitungsmagnat Lord Northcliffe, Eigentümer der Times und der Daily Mail, stellte sich gegen die Steuerpläne und opponierte durch seine Zeitungen gegen die Pläne der liberalen Regierung. So nannte die Times Lloyd Georges Budgetentwurf rachsüchtig, da er sich besonders auf diejenigen konzentriere, die nicht zu den Unterstützern der regierenden Partei zählen würden.
Aufgrund der anhaltenden konservativen Blockade im Oberhaus hatte das liberale Kabinett beschlossen, diese mit einem juristischen Kunstgriff zu umgehen; traditionell waren Finanz- und Haushaltsfragen die ureigene Domäne des Unterhauses und wurden vom Oberhaus nicht angefochten. Die Liberalen bündelten deshalb nun alle ihre Gesetzesvorhaben in einem großen Gesetz, dem jährlichen Haushaltsentwurf. Die Konservativen waren dennoch entschlossen, den Entwurf nicht durchzulassen; sie fochten zunächst im Unterhaus das Gesetz in jedem Stadium an und forcierten bei jeder sich bietender Gelegenheit auch eine Division des Hauses durch den Speaker. Der normale Parlamentsbetrieb wurde dadurch erheblich aufgehalten und die Regierung musste die Parlamentssession auf die übliche Sommerpause und darüber hinaus ausdehnen. Parallel dazu traten den ganzen Sommer über Liberale Minister auf öffentlichen Kundgebungen und Veranstaltungen auf und rechtfertigten das Gesetz, während umgekehrt namhafte Konservative auf eigenen Kundgebungen das Gesetz öffentlich verurteilten. Lansdowne erklärte am 16. Juli öffentlich, dass das Oberhaus das Gesetz nicht einfach durchwinken, sondern es prüfen werde. Das Gesetz selbst betitelte er als finanzielle Revolution und meinte weiter, dass die liberale Regierung hierfür kein Mandat bei der letzten Wahl erhalten habe. Lloyd George antworte hierauf mit seiner berühmten „Limehouse-Rede“, in der er die Peers scharf angriff. In nachwirkenden Bildern beschrieb Lloyd George die Landbesitzer pauschal als gierige, parasitäre Profiteure, die Wohlstand genießen würden, den sie sich selbst nicht erarbeitet hätten. Drei Monate später stellte er bei einem Auftritt in Newcastle die rhetorische Frage, wer das Land regiere, „das Volk oder die Peers?“ Weiter fragte er die Zuhörer, wie diese sich gegen das Urteil von Millionen Wählern stemmen könnten. Mit seinen polemischen Angriffen erzürnte Lloyd George sowohl den König als auch die Peers, seine Angriffe blieben allerdings haften.
Nachdem das Gesetz Anfang November 1909 durch das Unterhaus gebracht war, benutzten die Konservativen, angeführt von Arthur Balfour und Lord Lansdowne, trotz einiger Widerstände in ihrer Partei die große konservative Mehrheit im Oberhaus, um es zu blockieren. Bruce Murray sah 1980 als entscheidenden Grund die Berechnung Balfours an, dass ansonsten seine und Lansdownes Position unhaltbar und die Einheit der Partei dann gefährdet wäre. Andrew Adonis widersprach Murray 1993 und sah das Momentum unter den konservativen Peers als wichtigeren Grund. Balfour und Lansdowne seien zu ihrer Entscheidung gelangt im Wissen, dass ein substantieller Teil der Peers in jedem Fall entschlossen war, gegen das Budget zu stimmen.
So kam es zu einer Verfassungskrise. Die liberale Regierung unter Premierminister H. H. Asquith rief Neuwahlen aus und machte die Reduzierung der Macht des Oberhauses zum vorrangigen Wahlkampfthema für die Wahlen im Januar 1910. Die Liberalen gewannen die Wahl zwar, hatten jedoch im Vergleich zur Vorwahl schwere Verluste zu verzeichnen; sie bildeten eine Minderheitsregierung und waren fortan auf die Unterstützung der Labour-Party und irischen Nationalisten, der Irish Parliamentary Party (IPP), angewiesen. Asquith forderte daraufhin von König Eduard VII., neue, liberale Lords zu ernennen, um die konservativen Lords im Oberhaus überstimmen zu können (sog. Pairsschub). Der König sah jedoch durch die Unterhauswahl kein schlüssiges Ergebnis erzielt und teilte Asquith dies auch mit; er warnte zugleich jedoch das Oberhaus vor „gravierenden Konsequenzen“, ohne diese näher zu spezifizieren. Völlig überraschend starb er im Mai 1910. Eduards Sohn, der neue König Georg V., war politisch unerfahren und als zweiter Sohn Eduards in seinem Werdegang nicht dazu erzogen worden, der neue Monarch zu werden. Er zögerte, als erste Amtshandlung in seiner neuen Funktion eine drastische Attacke auf den Adel durchzuführen. Asquith versuchte deshalb zunächst, in bereits anberaumten informellen Gesprächen mit den führenden Konservativen einen Kompromiss zu erzielen.
Bei den folgenden Gesprächen wurden die Liberalen durch Asquith, Lloyd George, Crewe und Augustine Birrell vertreten, die Konservativen dagegen durch Balfour, Lansdowne, Austen Chamberlain und Cawdor. Asquith und Lloyd George zeigten sich dabei ebenso kompromissbereit wie Balfour auf der anderen Seite. Allerdings wurde die konservative Seite von Lansdowne dominiert, der sich im ganzen Verlauf der Gespräche als nicht kompromissbereit erwies. Lansdowne hatte bei allen vorgeschlagenen Kompromissformeln bereits mögliche Implikationen für die schwelende Home-Rule-Frage im Blick, wo er seit den 1880er Jahren als Hardliner auftrat und unter keinen Umständen nachgeben wollte. Inhaltlich unterstützt von Cawdor, war er deshalb eher bereit, die Konferenzgespräche scheitern zu lassen, als Home Rule wahrscheinlicher werden zu lassen. Auch der Vorschlag Lloyd Georges, eine Koalition aus Konservativen und Liberalen zu bilden, wurde von Balfour zurückgewiesen. Am 10. November 1910 stellten beide Seiten die Gespräche ein. Mit Zögern gab der König Asquith die Zusage, nötigenfalls 250 neue liberale Lords zu ernennen. Auf diese Weise sollte die Mehrheit der konservativen Lords gebrochen werden. Asquith rief daraufhin Neuwahlen aus, um die Bedingung des Königs zu erfüllen und sicherzugehen, dass ein klarer Auftrag des Volkes zu einer Verfassungsänderung bestehe. Damit erhoben die Liberalen abermals die Reduzierung der Macht des Oberhauses durch einen Parliament Act zum vorrangigen Wahlkampfthema. Die Wahl im Dezember 1910 brachte im Vergleich keine Veränderungen. Daraufhin gab eine von Lord Curzon angeführte Gruppe konservativer Lords nach. Sie stimmte am 10. August 1911 der liberalen Minderheit im Oberhaus zu, so dass das Gesetz das Oberhaus passieren konnte. Die Grundsteuer – die der Auslöser für den Parliament Act gewesen war – wurde nicht eingeführt.

## Inhalt des Gesetzes

### Parliament Act 1911
Das Oberhaus verlor mit dem Parliament Act sein Vetorecht in Finanzfragen: Ein vom Unterhaus verabschiedeter Finanzgesetzesentwurf (money bill) sollte fortan dem Oberhaus mindestens einen Monat vor dem Ende der Sitzungsperiode vorgelegt werden. Wenn das Oberhaus ihn nicht fristgerecht innerhalb eines Monats nach der Übersendung unverändert annahm, sollte der Gesetzesentwurf – sofern das Unterhaus nichts Gegenteiliges bestimmte – dem König vorgelegt und nach der königlichen Zustimmung selbst dann Parlamentsgesetz werden, wenn ihm das Oberhaus weiterhin nicht zustimmt. Der Parliament Act konnte nur bei Gesetzesentwürfen angewandt werden, die vom Unterhaus ausgingen, nicht aber auf Entwürfe, die ihren Ursprung im Oberhaus hatten.
Ob ein öffentlicher Gesetzesentwurf ein Finanzgesetzesentwurf im Sinne des Parliament Act war, sollte vom Sprecher des Unterhauses entschieden werden. Das Gesetz musste dabei gewissen Anforderungen genügen, die im Absatz 1.2 des Parliament Act beschrieben werden (siehe dazu Link zum deutschsprachigen Gesetzestext in den Referenzen). Darunter fallen Gesetzesentwürfe, die folgende Gebiete betreffen:
- Auferlegung, Aufhebung, Erlass, Änderung oder Regelung von Steuern
- Ausgabe von Geldern aus dem konsolidierten Staatsfonds zur Rückzahlung von Schulden oder zu anderen Finanzzwecken
- Ausgabe von durch das Parlament bewilligten Geldern oder die Änderung oder Aufhebung irgendwelcher solcher Ausgaben
- das Budget
- Bewilligung, Einnahme, Verwaltung, Ausgabe oder Überprüfung öffentlicher Gelder
- Aufnahme oder Gewährleistung einer Anleihe oder deren Rückzahlung
- untergeordnete Angelegenheiten, die in Zusammenhang mit diesen Gegenständen stehen

Darüber hinaus wurden auch andere öffentliche Gesetzesentwürfe (public bills) einer Einschränkung unterzogen. Ein Gesetzesentwurf sollte auch dann zum Gesetz werden, wenn ihm das Oberhaus nicht zustimmt. Im Parliament Act von 1911 ist zu lesen (Absatz 2.1):

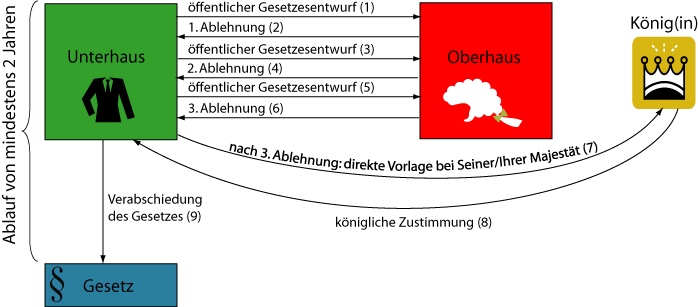
Das Gesetzgebungsverfahren nach dem Parliament Act von 1911

„Wenn ein öffentlicher Gesetzesentwurf (mit Ausnahme eines Finanzgesetzentwurfes oder eines Gesetzentwurfes, der Vorschriften zur Ausdehnung der Höchstdauer der Legislaturperiode über mehr als fünf Jahre enthält), vom Unterhaus in drei aufeinander folgenden Sitzungsperioden (sei es während derselben Legislaturperiode oder nicht) verabschiedet wird und dem Oberhaus jeweils zumindest einen Monat vor Ablauf der Sitzungsperiode übersandt und von ihm in jeder dieser Sitzungsperioden abgelehnt worden ist, so wird dieser Gesetzesentwurf – sofern das Unterhaus nichts Gegenteiliges bestimmt – nach der dritten Ablehnung durch das Oberhaus Seiner Majestät vorgelegt und wird nach Bekundung der königlichen Zustimmung selbst dann Parlamentsgesetz, wenn ihm das Oberhaus nicht zugestimmt hat. Diese Bestimmung soll jedoch nur wirksam werden, wenn von dem Zeitpunkt der – während der ersten Sitzungsperiode erfolgenden – zweiten Lesung des Gesetzesentwurfes im Unterhaus bis zum Zeitpunkt seiner Verabschiedung durch das Unterhaus in der dritten Sitzungsperiode zwei Jahre verstrichen sind“

Der Parliament Act beschränkte nicht nur das Vetorecht des Oberhauses. Er verkürzte auch die maximale Länge einer Legislaturperiode von sieben auf fünf Jahre.

### Parliament Act 1949

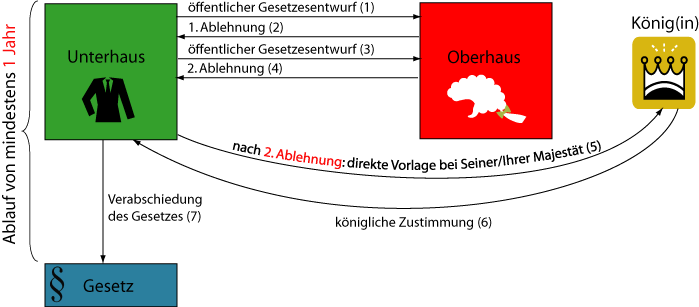
Das Gesetzgebungsverfahren nach dem Parliament Act von 1949 (Änderungen gegenüber 1911 in Rot)

Der Parliament Act von 1949 schränkte die Möglichkeiten des Oberhauses weiter ein. Dieses Gesetz wurde durch die Anwendung des Parliament Act von 1911 durchgesetzt und ist daher nicht unumstritten. Die Änderungen haben eine Beschleunigung des Verfahrens zur Folge: So können öffentliche Gesetzesentwürfe nun bereits nach der zweiten Ablehnung durch das Oberhaus dem König beziehungsweise der Königin vorgelegt werden. Außerdem wurde die Mindestzeit bis zur Verabschiedung in der zweiten Sitzungsperiode von zwei Jahren auf ein Jahr verkürzt.
Folgende Kriterien müssen zutreffen, damit das Unterhaus einen Parliament Act (so wird auch das Verfahren zur Durchsetzung von Gesetzen mit Hilfe des Parliament Act genannt) anwenden kann:
- Zweimalige Ablehnung des Gesetzesentwurfs durch das Oberhaus
- Ablauf von einem Jahr zwischen erster und zweiter Sitzungsperiode

## Anwendung
Der Parliament Act wurde bis heute nur sieben Mal angewendet. Im Jahre 1914 wurde der walisische Teil von der Kirche Englands (Church of England) getrennt und in die Kirche von Wales (Church of Wales) umgewandelt. Im selben Jahr wurde ein Gesetz verabschiedet, das die Selbstverwaltung Irlands vorsah. 1949 wurden die Änderungen zum Parliament Act durch die Anwendung des Parliament Act von 1911 durchgesetzt. 1991 trat der sogenannte War Crimes Act (Gesetz gegen Kriegsverbrechen) mit Hilfe des Parliament Act in Kraft, in dem die Jurisdiktion des Vereinigten Königreichs erweitert wurde, um auch Taten abzudecken, die während des Zweiten Weltkriegs für Nazideutschland verübt wurden. 1999 wurde ein Gesetz verabschiedet, das das Wahlsystem für das Europäische Parlament zu einer Form proportionaler Repräsentation abänderte. Ein Jahr darauf, im Jahr 2000, wurde der „Sexual Offences (Amendment) Act“ (Sexualdeliktsgesetz (Abänderung)) durch einen Parliament Act durchgesetzt. Dieser hatte die Gleichstellung des Volljährigkeitsalters für männliche homosexuelle Paare mit heterosexuellen und lesbischen Paaren zum Ziel.
Das jüngste Gesetz, das durch einen Parliament Act in Kraft getreten ist, ist der „Hunting Act“ (Jagdgesetz), der die Jagd auf Säugetiere mit Hunden verbietet, insbesondere die Fuchsjagd. Das von Tony Blairs zweiter Regierung verabschiedete Gesetz war heftig umstritten und führte bereits zu wilden Tumulten von Anhängern der Fuchsjagd um das britische Parlament. Da die Fuchsjagd weithin als ein Privileg der Oberschicht angesehen wird, lebte auch der Konflikt zwischen Bürgertum und Adel wieder auf, der im heutigen Vereinigten Königreich meist stellvertretend und mit vielen Klischees auf beiden Seiten als Konflikt zwischen Stadt und Land geführt wird. Aus diesem Grund kippte das immer noch mit Teilen des Erbadels besetzte Oberhaus das Verbot.

### Gesetze, bei denen mit dem Parliament Act gedroht wurde
Durch Androhung des Parliament Act kann das Unterhaus auch versuchen, Druck auf das Oberhaus zu machen, einem Kompromiss zuzustimmen. Bisher gab es drei Gesetzesvorhaben, bei denen dies geschah:
- Im Temperance (Scotland) Act von 1913, der ein Alkoholverbot zum Ziel hatte. Das Gesetz sah vor, dass schottische Wahlkreise darüber abstimmen konnten, ob dort der Alkoholverkauf weiter erlaubt sei oder nicht.
- Bei der 1976er Novelle des 1974 beschlossenen Trade Union and Labour Relations Act. Das ursprüngliche Gesetz führte zu einer Stärkung der Rechte der Gewerkschaften und Arbeitnehmer, in der Novelle sollte unter anderem die Definition einer unfairen Kündigung weiter gefasst sein.
- Beim Aircraft and Shipbuilding Industries Act von 1977, der die britische Flugzeug- und Schiffbauindustrie verstaatlichte und reorganisierte.

Diese drei Gesetze wurden nach der ersten Sitzungsperiode vom Oberhaus abgelehnt, aber infolge einer Kompromisslösung in der letztmöglichen Sitzungsperiode von diesem angenommen. Ein Parliament Act war daher in diesen Fällen nicht notwendig.
Auch im Zusammenhang mit dem Brexit nach dem Referendum von 2016 wurde von der britischen Regierung unter Boris Johnson, die im Oberhaus über keine Mehrheit verfügte, die Möglichkeit einer Anwendung des Parliament Act zumindest angedeutet.

### Gesetze, bei denen der Parliament Act nicht zur Anwendung kommt
- Gesetze, die die Länge einer Parlamentszeit über fünf Jahre hinaus verlängern
- Initiativanträge
- Gesetze, die weniger als einen Monat vor Ende einer Sitzungsperiode an das Oberhaus gesendet werden
- Gesetze, die vom Oberhaus initiiert werden

## Präambel
Gesetze, die durch einen Parliament Act verabschiedet wurden, tragen folgende Präambel:
BE IT ENACTED by The Queen’s most Excellent Majesty, by and with the advice and consent of the Commons in this present Parliament assembled, in accordance with the provisions of the Parliament Acts 1911 and 1949, and by the authority of the same, as follows
SEI DIES ERLASSEN durch Ihre Königliche Majestät, durch und mit dem Anraten und der Zustimmung des Unterhauses in diesem nun versammelten Parlament, gemäß den Bestimmungen der Parliament Acts von 1911 und 1949 und durch sie ermächtigt, wie folgt

## Forschungsgeschichte
Roy Jenkins veröffentlichte im Jahr 1954 seine umfassende Darstellung des Konflikts zwischen den Lords und dem Unterhaus unter dem Titel Mr. Balfour’s Poodle.
Corinne Weston veröffentlichte im Jahr 1982 eine Analyse von Salisburys Wirken als führender konservativer Vertreter im Oberhaus; Salisbury sei es aufgrund seiner Persönlichkeit und seines Temperaments unmöglich gewesen, in einem geschwächten Oberhaus zu sitzen. Seine Theorien seien als Ausdruck seines Bemühens zu verstehen, die Macht und die Autorität des Oberhauses zu stärken, besonders während zur gleichen Zeit Gladstone das vergleichsweise mächtigere Unterhaus dominierte.
Für Andrew Adonis war der sich immer weiter zuspitzende Verfassungskonflikt auch das Resultat der Schwäche von Salisburys Nachfolgern im Oberhaus, die eine im Vergleich zu Salisbury mangelnde Kontrolle über die konservativen Peers ausübten. Zudem hätten signifikante Unterschiede zwischen den liberalen Regierungen der späten viktorianischen Ära und der Regierung Asquith bestanden; erstere seien durch innere Meinungsverschiedenheiten geschwächt worden und bei Opposition durch das Oberhaus schnell an ihren inneren Streitigkeiten zerbrochen. Sie seien auch nie in der Lage gewesen, einen errungenen Wahlsieg zu wiederholen und so die von Salisbury aufgestellte Referendaltheorie zu widerlegen und die Opposition des Oberhauses zu brechen. Dagegen sei Asquiths liberale Regierung nach vereitelten Maßnahmen eher entschlossener und zunehmend resolut aufgetreten und habe die Initiative durch ein erweitertes Programm zurückgewonnen.
Simon Heffer sah zudem in der aggressiven Opposition durch die Northcliffe–Presse einen wichtigen Grund für die Eskalation des Konflikts; die Peers seien durch die Parteinahme der Northcliffe–Presse zunächst ermutigt und später dazu angetrieben worden, nicht zurückzuweichen.